# زنبورة
زنبورة قرية في ناحية عين التينة التابعة لمنطقة الحفّة في محافظة اللاذقية. بلغ عدد سكانها 411 نسمة حسب تعداد عام 2004.